# Долгое (Тернопольская область)
Долгое (укр. Довге) — село в Теребовлянской городской общине Тернопольского района Тернопольской области Украины.
До 2020 года входило в Теребовлянский район.
Население по переписи 2001 года составляло 691 человек. Занимает площадь 1,852 км². Почтовый индекс — 48163.